# 豊根村立豊根小学校
豊根村立豊根小学校（とよねそんりつ とよねしょうがっこう）は、愛知県北設楽郡豊根村にある公立小学校。
豊根村立豊根中学校や豊根村立杉の子保育園と校地を同一にしている。標高は約520mであり、大入川を一望できる場所にある。

## 歴史
前身の学校
- 1873年（明治6年）12月1日 - 創立[1]。
- 1967年（昭和42年）9月 - 豊根村立黒川小学校と豊根村立三沢小学校浅草分校が統合されて豊根村立豊根小学校に改称[1]。
- 1968年（昭和43年）6月 - 現在地に鉄筋コンクリート造3階建ての校舎を建設して移転[1]。

〈新〉豊根村立豊根小学校
- 2005年（平成17年） - 〈旧〉豊根村立豊根小学校・豊根村立三沢小学校・豊根村立坂宇場小学校の3校が統合されて〈新〉豊根村立豊根小学校が開校。
- 2015年（平成27年） - 豊根村立富山小学校を統合。

## 児童数の変遷
- 1947年（昭和22年） - 231人
- 1957年（昭和32年） - 209人
- 1967年（昭和42年） - 154人
- 1977年（昭和52年） - 91人
- 1987年（昭和62年） - 58人
- 1997年（平成9年） - 34人
- 2023年（令和5年） - 29人[2]